# Carretera de Nebraska 10
La Carretera de Nebraska 10 (en inglés: Nebraska Highway 10) y abreviada NE 10, con una longitud de 102,2 millas (164,5 km), es una carretera estatal de sentido sur-norte ubicada en el estado estadounidense de Nebraska. La Carretera de Nebraska 10 se inicia en su extremo sur en  la frontera con Kansas al sur de Franklin y se inicia en el norte en una intersección de la  Carretera de Nebraska 92 y la Carretera de Nebraska 58 de Loup City.

## Cruces
Los principales cruces de la Carretera de Nebraska 10 son las siguientes:
| Condado  | Ubicación     | Millas | Cruces                                                      | Notas                            |
| -------- | ------------- | ------ | ----------------------------------------------------------- | -------------------------------- |
| Franklin |               | 0.00   | K-8 Sur                                                     | Terminal sur, frontera de Kansas |
| Franklin | Franklin      | 6.82   | US 136 Este (M Street)                                      | Extremo sur de US 136            |
| Franklin | Franklin      | 7.33   | US 136 Oeste                                                | Extremo norte de US 136          |
| Franklin |               | 20.39  | NE 4                                                        |                                  |
| Franklin | Upland        | 22.40  | S 31A Este                                                  |                                  |
| Franklin | Hildreth      | 23.41  | S 31B Oeste                                                 |                                  |
| Kearney  | Minden        | 34.41  | NE 74 Este (East 1st Street)                                |                                  |
| Kearney  | Minden        | 34.92  | US 6 US 34 (West 9th Street/North Street)                   |                                  |
| Kearney  |               | 44.42  | L 50A Oeste                                                 |                                  |
| Buffalo  |               | 47.58  | I 80                                                        | I-80 salida 279                  |
| Buffalo  |               | 50.23  | US 30 Este                                                  | Extremo sur de US 30             |
| Buffalo  | Kearney       | 57.52  | US 30 Oeste (West 25th Street) NE 44 Sur (North 2nd Avenue) | Extremo norte de US 30           |
| Buffalo  | Glenwood Park | 60.95  | NE 40 Oeste (West 78th Street)                              |                                  |
| Sherman  | Hazard        | 84.62  | NE 2                                                        |                                  |
| Sherman  |               | 90.41  | L 82A Este                                                  |                                  |
| Sherman  | Loup City     | 102.20 | NE 58 NE 92                                                 | Terminal norte                   |